# Beatrice Arthur

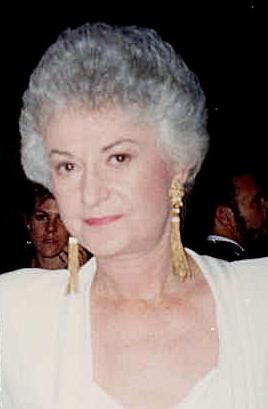
Beatrice Arthur, 1987

Beatrice „Bea“ Arthur (* 13. Mai 1922 in New York City, New York, als Bernice Frankel; † 25. April 2009 in Los Angeles, Kalifornien) war eine US-amerikanische Schauspielerin und Komikerin. Als bereits etablierte Theaterdarstellerin wurde sie in den 1970er und 1980er Jahren durch die Fernsehserien Maude und Golden Girls weltweit populär.
Im Jahr 2009 wurde sie zur Disney-Legende ernannt.

## Leben

### Frühe Jahre
Beatrice Arthur wurde in Brooklyn, New York City, als Bernice Frankel als Tochter von Philip und Rebecca Frankelin in eine Familie jüdischen Glaubens geboren. Sie wuchs in Cambridge, Maryland, auf. Nach der Highschool und dem Junior College absolvierte sie eine Ausbildung zur Medizinlaborantin und meldete sich freiwillig für das United States Marine Corps, wodurch sie zu einem der ersten weiblichen Rekruten wurde.
1946 zog sie wieder nach New York City und änderte ihren Vornamen von „Bernice“ in „Beatrice“. Sie studierte Schauspiel bei Erwin Piscator, der sie von da an auch in eigenen Theaterproduktionen besetzte. Ein Jahr später gab sie ihr Debüt in der Titelrolle des Stückes Lysistrata von Aristophanes. Danach wurde sie Ensemblemitglied des Greenwich Village Theatre, mit dem sie unter anderem in Huis Clos von Sartre, Der Widerspenstigen Zähmung von Shakespeare, Die Eule und das Kätzchen von Bill Manhoff, Sechs Personen suchen einen Autor von Pirandello und Der Bürger als Edelmann von Molière auftrat. Aufgrund ihrer tiefen Stimme wurde Arthur zumeist für Rollen besetzt, die deutlich über ihrem eigentlichen Alter lagen.
In den 1940er Jahren war sie mit dem Autor und Produzenten Robert Alan Aurthur verheiratet, von dessen Nachnamen sie seit der Zeit ihrer Auftritte am Greenwich Village Theatre die Abwandlung „Arthur“ beibehielt. 1950 heiratete sie den späteren Broadwaydarsteller und -regisseur Gene Saks, den sie während ihres Schauspielstudiums kennen und lieben gelernt hatte.

### Arbeit am Theater und beim Fernsehen

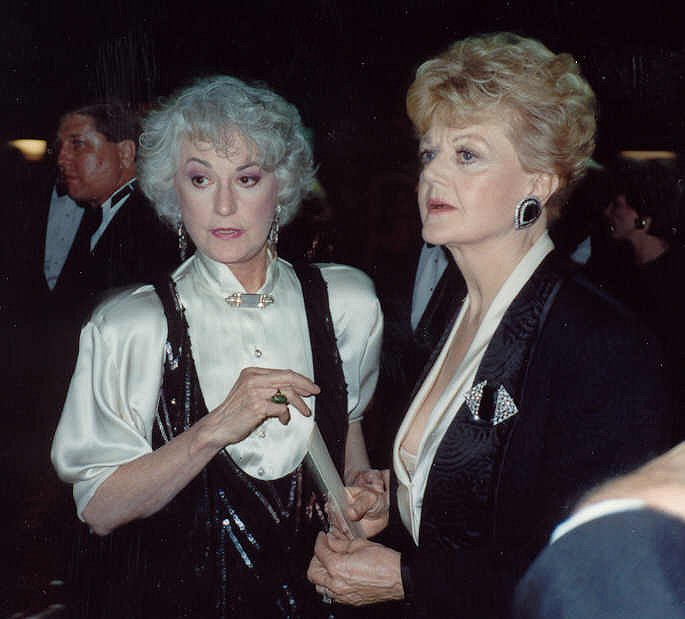
Beatrice Arthur (links) mit Angela Lansbury bei den Emmy Awards 1989

Erste Erfahrungen beim Fernsehen sammelte Arthur in den 1950er Jahren durch Auftritte in Aufführungen des Kraft Television Theatre. Mit zahlreichen Theatertourneen durch die Vereinigten Staaten profilierte sie sich bald als eine vielseitige Darstellerin. 1954 erhielt sie ihre erste Rolle am Off-Broadway in einer Neuinszenierung von Bertolt Brechts Dreigroschenoper, die ihr erstmals auch das Lob der Fachkritiker einbrachte. 1955 trat sie in der Shoestring Revue auf und erhielt ihr erstes Broadway-Engagement als Zweitbesetzung in der musikalischen Komödie Plain and Fancy.
Durch die Broadway-Neuauflage der Dreigroschenoper im selben Jahr erreichte Beatrice Arthur in ihrer Rolle der „Lucy Brown“ schließlich größere Bekanntheit beim US-amerikanischen Theaterpublikum. 1956/1957 spielte sie an der Seite von Sid Caesar in dessen Fernsehsitcom Caesar’s Hour. 1959 hatte sie einen kurzen Auftritt in der Sitcom The George Gobel Show sowie die erste ihrer wenigen Filmrollen in der Produktion So etwas von Frau!.
1961 und 1964 adoptierten Arthur und ihr Ehemann Saks die Söhne Matthew und Daniel, weswegen sich Arthur mehr und mehr ins Privatleben zurückzog. 1964/1965 kehrte sie an den New Yorker Broadway zurück und spielte an der Seite von Zero Mostel in Anatevka. Ihren endgültigen Durchbruch erlebte sie 1966 als stets angetrunkene „Vera Charles“ in dem Musical Mame von Jerry Herman neben ihrer engen Freundin Angela Lansbury in der Titelrolle. Arthur wurde dafür mit einem Tony Award als „Beste Nebendarstellerin in einem Musical“ ausgezeichnet.
Mit zwei Gastauftritten 1971/1972 in der äußerst populären Sitcom All in the Family fasste Arthur für immer im amerikanischen Fernsehen Fuß. Ihre Rolle der selbstbewussten, liberalen Feministin „Maude Findlay“ fand beim Publikum einen so großen Anklang, dass sich der Produzent Norman Lear entschloss, eine eigene Serie mit dem Titel Maude zu entwickeln, durch die Beatrice Arthur schließlich zu einer der bekanntesten Fernsehdarstellerinnen wurde. In Maude wurden Tabuthemen wie Abtreibung, Alkoholismus, Depressionen, Rassismus und Pornografie behandelt, die für zahlreiche kontroverse Diskussionen sorgten und bei einigen lokalen Fernsehsendern zur vorübergehenden Absetzung der Serie führten. Für ihre Rolle erhielt Arthur 1977 einen Emmy.

### Internationale Bekanntheit
Nach der Scheidung von Saks 1978 zog sich Arthur erneut aus der Öffentlichkeit zurück. 1981 feierte sie in Woody Allens autobiografischem Theaterstück The Floating Light Bulb ein Comeback am Broadway und trat im selben Jahr mit einer Gastrolle in Mel Brooks’ Episodenfilm Mel Brooks – Die verrückte Geschichte der Welt auf. 1983 drehte sie eine neue Sitcom mit dem Titel Amanda, die aber weder bei der Kritik noch beim Publikum gut ankam.
Zwei Jahre später wurde sie als „Dorothy Zbornak“ in der Sitcom Golden Girls international bekannt. In ihrer stark an „Maude“ angelehnten Rolle spielte sie eine Aushilfslehrerin, die mit ihren Freundinnen „Blanche“ (Rue McClanahan) und „Rose“ (Betty White) sowie ihrer Mutter „Sophia“ (Estelle Getty) in einer Wohngemeinschaft in Miami, Florida, lebt. Arthur war nach Betty White die zweitälteste Darstellerin der Serie. Estelle Getty, welche ihre Mutter Sophia spielte, war Jahrgang 1923 und wurde für ihre Rolle mit Hilfe von Perücke und Schminke in eine alte Frau verwandelt. In einer Folge spielte Arthur in einer Rückblende Sophias Mutter, Dorothys Großmutter.
Für ihre Rolle wurde Arthur mit einem Emmy ausgezeichnet und war für insgesamt vier Golden Globes nominiert. Außerdem erhielt sie 1992 in Deutschland einen Bambi. Danach hatte sie zwei Gastauftritte in dem Golden-Girls-Ableger Golden Palace. In der deutschen Fassung der Golden Girls wurde sie anfangs von Ursula Vogel, danach von Beate Hasenau gesprochen.

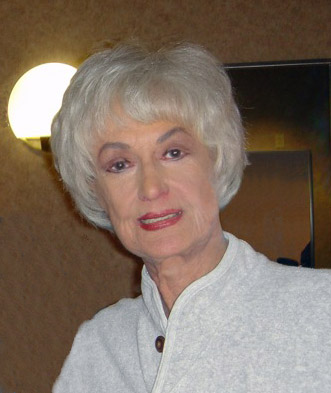
Beatrice Arthur (2005)

In den 1990er Jahren hatte sie Gastrollen in Serien wie Futurama, Malcolm mittendrin und Lass es, Larry!. Im Jahr 2001 trat sie nach mehrjähriger Tätigkeit im Fernsehen eine Theater-Tournee mit ihrer autobiografischen Show And Then There’s Bea an. Mit Bea Arthur on Broadway: Just Between Friends kehrte sie 2002 auch an den Broadway zurück; die Produktion wurde für einen Tony Award als „Bestes Theaterevent“ nominiert. Danach folgten weitere One-Woman-Shows, u. a. ihre Tournee An Evening with Bea Arthur, die gemischte Kritiken erhielten.
Arthur engagierte sich als Tierschützerin und Homosexuellen-Aktivistin. 300.000 Dollar vermachte sie dem Ali Forney Center in New York City, welches sich um obdachlose LGBT-Jugendliche kümmert. Im Jahr 2007 gab die Künstlerin anlässlich ihres 85. Geburtstags bekannt, dass sie nicht 1923, wie bis dahin angenommen, sondern bereits 1922 geboren sei.
Am 25. April 2009 erlag Beatrice Arthur im Alter von 86 Jahren einem Krebsleiden.

## Filmografie
Kinofilme
- 1959: So etwas von Frau! (That Kind of Woman)
- 1970: Liebhaber und andere Fremde (Lovers and Other Strangers)
- 1974: Mame
- 1981: Mel Brooks – Die verrückte Geschichte der Welt (History of the World, Part 1)
- 1995: Mein Partner mit der heißen Braut (For Better or Worse)

Fernsehfilme
- 1958: The Gift of the Magi
- 1978: The Star Wars Holiday Special
- 1984: P.O.P.
- 1988: My First Love

Fernsehserien
- 1951: Once Upon a Tune
- 1951–1953: Studio One (3 Episoden)
- 1951–1958: Kraft Television Theatre (8 Episoden)
- 1956–1957: Caesar’s Hour
- 1956: Washington Square
- 1963: The Sid Caesar Show
- 1972–1978: Maude (141 Episoden)
- 1983: Amandas stilles Haus (Amanda's, 13 Episoden)
- 1985–1992: Golden Girls (The Golden Girls, 177 Episoden)
- 1992: Golden Palace (The Golden Palace, 2 Episoden)
- 1997: Immer Ärger mit Dave (Dave’s World, 3 Episoden)
- 2000: Malcolm mittendrin (1 Episode)

## Broadway
- 1955/56: Plain and Fancy
- 1955: Die Dreigroschenoper
- 1955: Seventh Heaven
- 1957: Nature’s Way
- 1964/65: Anatevka
- 1966/67: Mame
- 1981: The Floating Light Bulb
- 1996: Angela Lansbury – A Celebration (Benefizkonzert)
- 2002: Bea Arthur on Broadway

## Auszeichnungen
- 1992: Bambi: Zuschauerpreis für Golden Girls
- 2009: Auszeichnung zur Disney-Legende

Emmy
- Auszeichnungen

1977: Herausragende Hauptdarstellerin in einer Comedyserie (Maude)
1988: Herausragende Hauptdarstellerin in einer Comedyserie (Golden Girls)
- Nominierungen

1973: Herausragende Hauptdarstellerin in einer Comedyserie (Maude)
1974: Herausragende Hauptdarstellerin in einer Comedyserie (Maude)
1976: Herausragende Hauptdarstellerin in einer Comedyserie (Maude)
1978: Herausragende Hauptdarstellerin in einer Comedyserie (Maude)
1978: Herausragende Nebendarstellerin in Varieté oder Musik (Laugh-In)
1986: Herausragende Hauptdarstellerin in einer Comedyserie (Golden Girls)
1987: Herausragende Hauptdarstellerin in einer Comedyserie (Golden Girls)
1989: Herausragende Hauptdarstellerin in einer Comedyserie (Golden Girls)
2000: Herausragende Gastdarstellerin in einer Comedyserie (Malcolm mittendrin)
Golden Globe Award
- Nominierungen

1973: Beste Serien-Hauptdarstellerin – Komödie oder Musical (Maude)
1974: Beste Serien-Hauptdarstellerin – Komödie oder Musical (Maude)
1975: Beste Nebendarstellerin (Mame)
1976: Beste Serien-Hauptdarstellerin – Komödie oder Musical (Maude)
1978: Beste Serien-Hauptdarstellerin – Komödie oder Musical (Maude)
1986: Beste Serien-Hauptdarstellerin – Komödie oder Musical (Golden Girls)
1987: Beste Serien-Hauptdarstellerin – Komödie oder Musical (Golden Girls)
1988: Beste Serien-Hauptdarstellerin – Komödie oder Musical (Golden Girls)
1989: Beste Serien-Hauptdarstellerin – Komödie oder Musical (Golden Girls)
Tony Award
1966: Beste Nebendarstellerin in einem Musical (Mame)